# Diaparsis minutissima
Diaparsis minutissima är en stekelart som beskrevs av Andrey Ivanovich Khalaim 2005. Diaparsis minutissima ingår i släktet Diaparsis och familjen brokparasitsteklar. Inga underarter finns listade i Catalogue of Life.